# José Carlos Rates
José Carlos Rates (Setúbal, 19 de fevereiro de 1879 — Lisboa, 21 de janeiro de 1961) foi um marinheiro e operário conserveiro setubalense, dirigente sindical das primeiras décadas do século XX. Em 1911 era secretário da Associação dos Trabalhadores das Fábricas de Conservas de Setúbal. Foi o primeiro secretário-geral do Partido Comunista Português.

## Biografia
José Carlos Rates foi um dos mais destacados e dinâmicos dirigente sindicalista da primeira geração. Teve presença interveniente no I Congresso Sindicalista e Cooperativista (Lisboa, 1909), no I Congresso Sindicalista (1911) e no congresso de criação da União Operária Nacional (Tomar, 1914). Foi um bom propagandista e organizador de sindicatos na Madeira, no Alentejo, nas Beiras e Trás-os-Montes. Em 1912, como membro da Comissão Executiva do Congresso Sindicalista, encabeçou a "tournée" de propaganda pelos campos alentejanos. Foi duramente reprimido pela sua militância sindicalista revolucionária, tendo sofrido penas de prisão e deportação em África. Colaborador assíduo na imprensa operária ('O Sindicalista', 'A Batalha', 'O Comunista',  Renovação (1925-1926)  etc.) foi também um ensaísta prolífico. Tendo ascendido socialmente, adquiriu hábitos um pouco mais burgueses e um certo pendor para soluções administrativas e tecnocráticas para os problemas sociais. 
Tendo-se mantido sempre distante do anarquismo, após a Revolução de Outubro aderiu aos princípios do bolchevismo e foi um dos fundadores, em 1921, do Partido Comunista Português. Visitou a Rússia revolucionária em data que não é possível precisar. Em novembro de 1923, foi escolhido por Jules Humbert-Droz, então delegado em Portugal do Comintern, para liderar o partido, tornando-se o seu primeiro secretário-geral. A escolha ocorreu na sequência de problemas internos no recém-formado partido.
Defensor de uma aliança defensiva antifascista com o Partido Radical e a Esquerda Democrática de Domingues dos Santos, foi expulso do P.C.P., por desviacionismo às diretivas políticas da Internacional Comunista, no 2.º Congresso do P.C.P., em maio de 1926. Mais tarde seria substituído nessas funções por Bento António Gonçalves.
Surpreendentemente, em 1931 adeririu à União Nacional salazarista. O seu desempenho como secretário-geral seria depois criticado pelo seu sucessor, Bento Gonçalves. 
Embora o seu pensamento tenha hoje apenas um interesse de curiosidade histórica, era um homem estudioso e refletido, que deixou alguma obra teórica: O problema português: os partidos e o operariado (1919); A ditadura do proletariado (1920); A Rússia dos sovietes (1925); e Democracias e ditaduras (1927).
No período final da sua vida, interessou-se por questões coloniais, apesar de anteriormente ter advogado a venda das colónias à melhor oferta. Escreveu ainda dois romances.
Era fadista  e pertenceu à Maçonaria. Pai da escritora Celeste de Andrade.